# Juraj Markov
Juraj Markov (15. stoljeće), hrvatski graditelj i kipar.
Juraj Markov, zadarski graditelj i kipar. 1401. postaje suradnik talijanskog graditelja i kipara Nucija Unicelija pri gradnji kapele sv. Krševana u zadarskoj crkvi sv. Marije. Nakon 1410. s Nucijem odlazi u Fermo gdje sudjeluje na gradnji katedrale sv. Marije.